# Кілочки
Кіло́чки — село в Україні, у Зіньківській міській громаді Полтавського району Полтавської області. Населення становить 84 осіб. До 2020 орган місцевого самоврядування — Першотравнева сільська рада.

## Географія
Село Кілочки знаходиться між річками Грунь та Ташань (4-5 км). На відстані до 1 км розташовані села Прилівщина, Кругле та Велика Пожарня.

## Історія
Жертвами голодомору 1932—1933 років стало 44 особи.
12 червня 2020 року, відповідно до розпорядження Кабінету Міністрів України № 721-р «Про визначення адміністративних центрів та затвердження територій територіальних громад Полтавської області», село увійшло до складу Зіньківської міської громади.
19 липня 2020 року, в результаті адміністративно - територіальної реформи та ліквідації Зіньківського району, село увійшло до складу новоутвореного Полтавського району Полтавської області.

## Населення

### Мова
Розподіл населення за рідною мовою за даними перепису 2001 року:
| Мова       | Кількість | Відсоток |
| ---------- | --------- | -------- |
| українська | 83        | 98.81%   |
| російська  | 1         | 1.19%    |
| Усього     | 84        | 100%     |